# Julián García Vargas
Julián García Vargas (ur. 1945 w Madrycie) – hiszpański polityk i ekonomista, w latach 1986–1991 minister zdrowia i konsumentów, od 1991 do 1995 minister obrony.

## Życiorys
W 1968 ukończył studia ekonomiczne na Uniwersytecie Complutense w Madrycie. Był zatrudniony jako analityk w przedsiębiorstwie AGECO, po dwóch latach został urzędnikiem państwowym w ramach korpusu Cuerpo Superior de Administradores Civiles del Estado. Pracował w inspekcji finansowej, był m.in. zastępcą dyrektora w dyrekcji polityki finansowej w resorcie gospodarki. W latach 1982–1986 pełnił funkcję prezesa banku publicznego Instituto de Crédito Oficial.
Zaangażował się w działalność polityczną w ramach Hiszpańskiej Socjalistycznej Partii Robotniczej (PSOE). W lipcu 1986 objął urząd ministra zdrowia i konsumentów w rządzie Felipe Gonzáleza. W marcu 1991 przeszedł na stanowisko ministra obrony, które zajmował do czerwca 1995. Podał się do dymisji po ujawnieniu, że podległa mu jako ministrowi obrony służba wywiadowca CESID przez lata dokonywała nieuzasadnionych podsłuchów.
Od listopada 1995 do kwietnia 1996 pełnił funkcję specjalnego wysłannika Unii Europejskiej w Mostarze, gdzie nadzorował wprowadzanie układu pokojowego z Dayton. Później obejmował stanowiska zarządcze i doradcze w różnych przedsiębiorstwach, został członkiem rady doradczej przy ministrze zdrowia, a także przewodniczącym stowarzyszenia Asociación Atlántica Española oraz zrzeszeń gospodarczych AESMIDE i TEDAE.